# Historický vývoj švédštiny
Švédština se vyvinula ze staré severštiny, kterou se hovořilo přibližně v letech 200–800 n. l. V 9. století se začala rozlišovat na západní (Norsko, Island) a východní (Švédsko, Dánsko). Ve 12. století se začala odlišovat dánská a švédská nářečí. Od 13. století se hovoří o staré dánštině a staré švédštině. Během středověku byly tyto řeči silně ovlivněny dolnoněmčinou.

## Stará severština

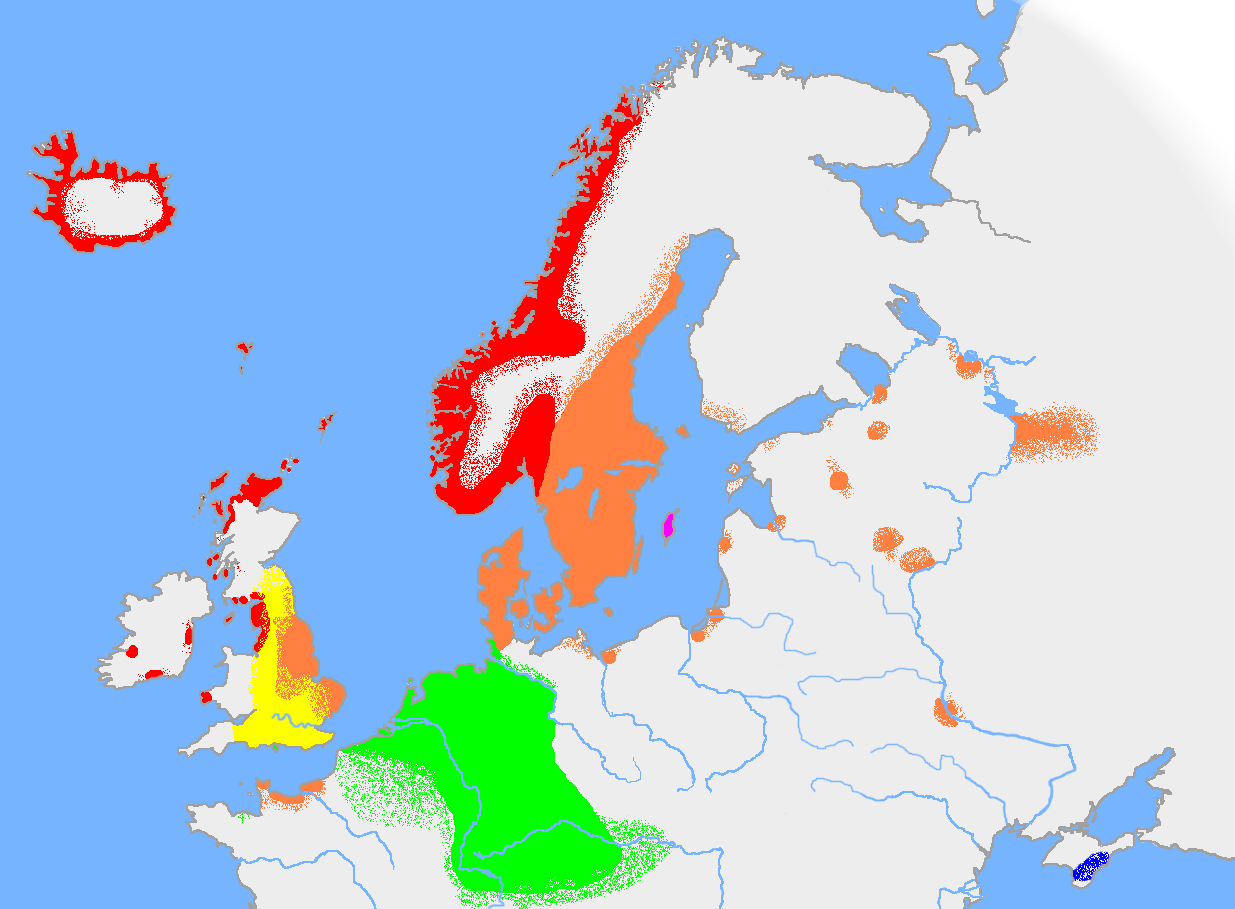
Stav začátkem 10. století
Červená: nářečí západní staré severštiny
Oranžová: nářečí východní staré severštiny
Růžová: stará gotlandština
Žlutá: stará angličtina
Modrá: krymská gótština
Zelená: ostatní germánské jazyky

Východní stará severština se ve Švédsku nazývá „runová švédština“ a v Dánsku „runová dánština“, ale až do 12. století se jednalo v obou zemích o stejný dialekt. Jak napovídá název, většina textů v tomto jazyce byla napsána runovou abecedou. Zatímco protoseverština byla psána starším futharkem, stará severština se psala mladším futharkem, který měl pouze 16 písmen. Vzhledem k omezenému počtu run se některé znaky používaly pro více fonémů. Například runa pro samohlásku „u“ se rovněž používala pro hlásky „o“, „ø“ a „y“ a runa pro „i“ se používala také pro „e“.
Změna, která odlišila východní (runovou švédštinu/dánštinu) a západní starou severštinu, spočívala ve změně dvojhlásky æi (v západní s. s. „ei“) na jednoduché „e“, např. slovo „stæin“ se změnilo na „sten“ (kámen). To se odráží v runových zápisech, kde se dříve psalo „stain“ a později „stin“. Dále nastala změna „au“ na „ø“ (např. z „dauðr“ na „døðr“ (mrtvý; souč. „död“), v runových zápisech „tauþr“ a „tuþr“). Navíc dvojhláska „øy“ (v západní s. s. „ey“) se zjednodušila na „ø“, což je případ severského výrazu pro „ostrov“ (šv. „ö“).
Po roce 1100 se dánská nářečí začala odlišovat od švédských. Novinky se šířily z Dánska nerovnoměrně. Vytvořila se nářeční pásma od Zélandu (dánský ostrov Sjælland) po Svealand.

## Stará švédština

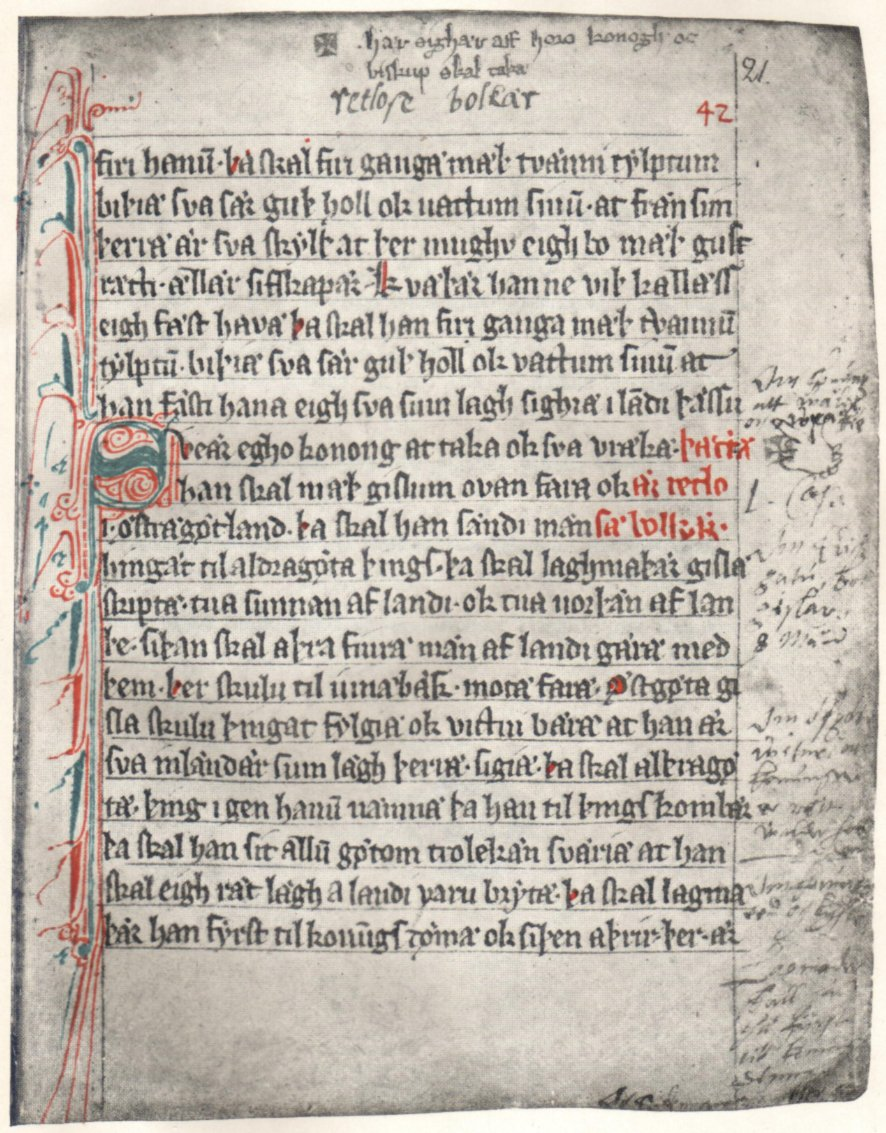
Kopie Äldre Västgötalagen - zákoníku Västergötalandu z 80. let 13. století, jeden z nejstarších švédských textů napsaných latinkou.

Stará švédština je pojem užívaný pro středověký švédský jazyk po roce 1225. Mezi nejdůležitější dokumenty tohoto období, psaného latinkou, patří nejstarší z provinčních zákoníků, Västgötalagen, z něhož byly nalezeny fragmenty datované do roku 1250. Hlavní vliv té doby přišel s ustavením katolické církve a klášterních řádů, které přivedly do švédštiny mnoho řeckých a latinských slov. S růstem moci Hanzovní ligy na přelomu 13. a 14. století se projevoval i rostoucí vliv dolnoněmčiny i hornoněmčiny. Hanza dodala švédskému obchodu i samosprávě velké množství německy hovořících přistěhovalců. Mnoho z nich se stalo dosti vlivnými členy středověké švédské společnosti. Do švédské slovní zásoby přinesli mnoho pojmů ze své mateřštiny. Kromě značného počtu slov z oblasti válečnictví, obchodu a státní správy byly importovány obecné mluvnické přípony a také spojky. Z nizozemštiny byly vypůjčeny skoro všechny pojmy námořnické.
Raně středověká švédština se odlišovala značně od dnešního jazyka v tom, že měla složitější strukturu skloňování a ještě v ní nedošlo k redukci počtu mluvnických rodů. Podstatná a přídavná jména, zájmena a některé číslovky se skloňovaly ve čtyřech pádech. Kromě současného nominativu a genitivu existoval ještě dativ a akuzativ. Systém rodů připomínal systém známý z němčiny, měl rod mužský, ženský a střední. Většina maskulin a feminin se později sloučila do společného rodu. Systém časování sloves byl rovněž složitější. Zahrnoval slovesné způsoby subjunktiv a imperativ a slovesa se časovala podle osoby a čísla jako v češtině. Od 16. století se systém pádů a rodů v hovorovém jazyce a světské próze silně zredukoval na dva pády a dva rody moderní švédštiny. Stará skloňování se udržela ve stylu vyšší prózy do 18. století a v některých nářečích až do začátku 20. století.
Postupné změny v latinském písmu severských zemí vedly k tomu, že kombinace písmen „ae“ se začala psát æ – a někdy (při spěšném psaní jako a' – ačkoliv to se lišilo mezi jednotlivci i mezi regiony. Kombinace „aa“ se obdobně změnila na aa a „oe“ na oe. Z toho se postupně vyvinula samostatná písmena ä, å and ö.

## Nová švédština

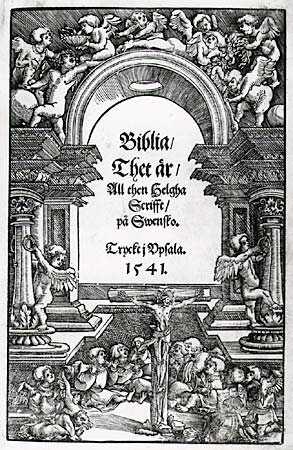
Bible Gustava Vasy z roku 1541

Nová švédština začíná s vynálezem knihtisku a s evropskou reformací. Po nástupu na trůn nový král Gustav Vasa objednal švédský překlad bible. Nový zákon byl vydán v roce 1526 a po něm v roce 1541 následoval úplný překlad bible, obvykle nazývaný Bible Gustava Vasy. Tento překlad byl velmi úspěšný a ovlivňoval i následující vydání, do nichž byl s revizemi inkorporován. Stal se nejpoužívanějším překladem bible až do roku 1917. Hlavními překladateli byli Laurentius Andreæ a bratři Laurentius a Olaus Petri.
Bible Gustava Vasy je obvykle považována za rozumný kompromis mezi starým a novým. Ačkoliv příliš nebrala ohled na hovorový jazyk své doby, nebyla přehnaně konzervativní v používání zastaralých tvarů. Byl to velký krok ke konzistentnějšímu švédskému pravopisu. Poprvé zde byla použita písmena „å“, „ä“, „ö“ a psaní „ck“ namísto „kk“, čímž se jasně odlišila od dánské Bible. Pravděpodobně to bylo z důvodů nastupující rivality mezi těmito zeměmi. Všichni tři překladatelé pocházeli ze středního Švédska, což je obecně vidět v tom, že přidali do nové Bible specificky středošvédské rysy.
Ačkoliv by se mohlo zdát, že překlad bible se stal mocným precedentem pro pravopisné standardy, pravopis se ve skutečnosti během zbytku století stal mnohem méně konzistentním. Až teprve od 17. století se začalo o pravopisu diskutovat a někdy v té době byly napsány první mluvnice. Pravopisné debaty se protáhly až do začátku 19. století, a až v druhé polovině tohoto století lze mluvit o obecně uznávaném standardu.
Psaní velkých písmen (kapitalizace) nebylo v této době sjednoceno. Záleželo na autorech a jejich okolí. Ti, kteří byli ovlivněni němčinou, kapitalizovali všechna podstatná jména, zatímco ostatní používali velká písmena mnohem řidčeji. Navíc není úplně vždy jasné, která písmena jsou velká, neboť se při tisku bible používala fraktura. Až v polovině 18. století byla nahrazena řezem latinským (často antikvou).
Některé důležité hláskové změny v nové švédštině spočívaly v asimilaci několika různých hláskových shluků do /ɧ/ a v měkčení psaného „g“ a „k“ na [j] a [ɕ]. Znělé dentální a velární frikativy „/ð/“ a „/ɣ/“ se změnily na odpovídající plozivy „d“ a „g“.

## Moderní švédština

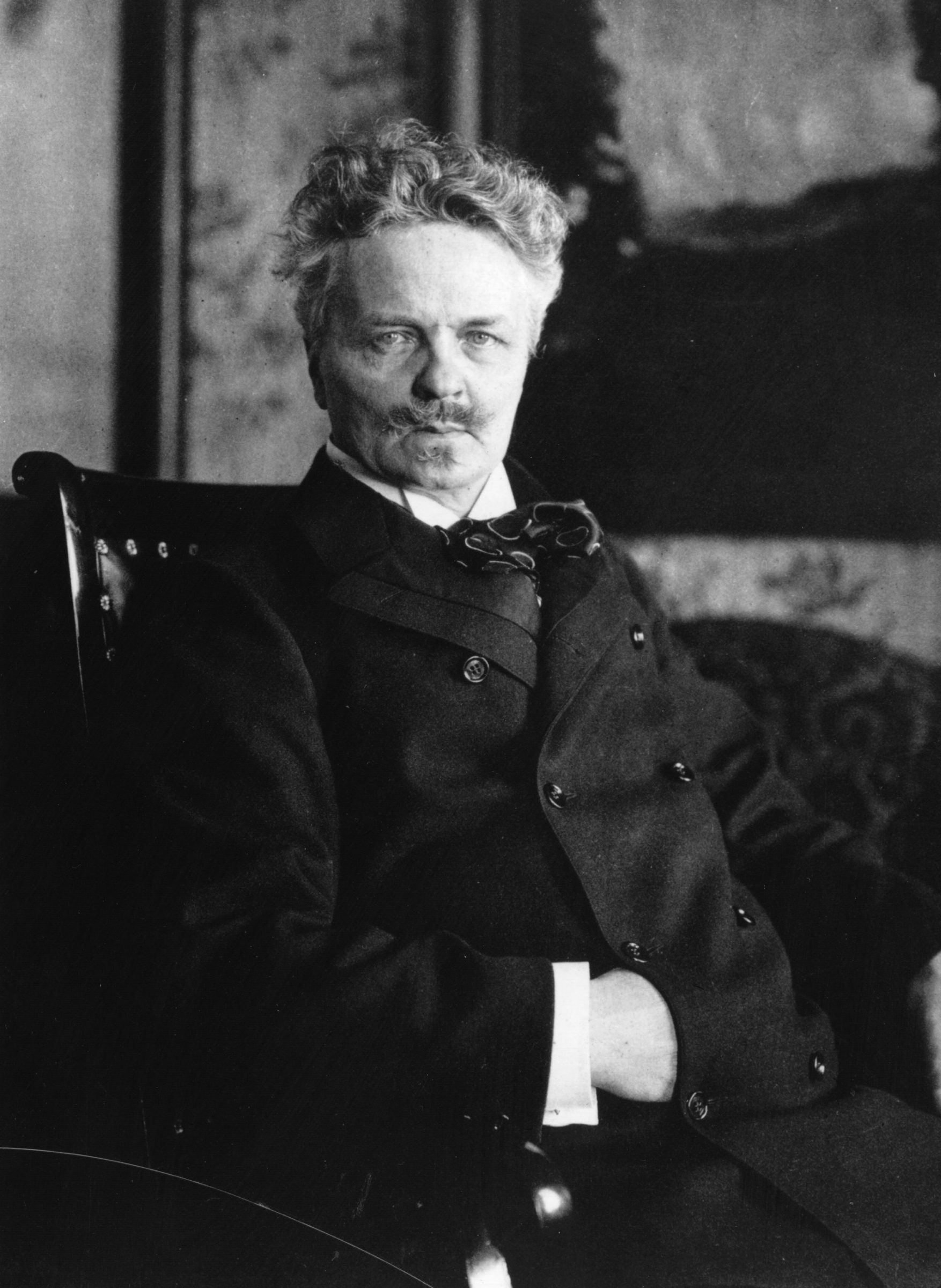
August Strindberg

Období, které zahrnuje švédštinu v podobě, jakou se hovoří dnes, se v lingvistické terminologii nazývá „nusvenska“. S rozvojem švédského průmyslu a měst v posledních desetiletích 19. století zanechala svou stopu ve švédské literatuře nová generace autorů. Mnoho spisovatelů, vědců, politiků a dalších osobností zformovalo nový národní jazyk, největší vliv měl August Strindberg (1849-1912).
První vydání Pravidel švédského pravopisu (Ordlista öfver svenska språket) vyšlo roku 1874. V šestém vydání z roku 1889 se začalo psát v mnoha slovech „ä“ místo „e“ (jemn → jämn), v některých slovech též „å“ místo „o“ (fogel → fågel). Bylo povoleno psát „kv-“ namísto „qv-“ (qvinna → kvinna), od roku 1900 je tento způsob závazný. Radikální reformu prosadil v roce 1906 ministr školství Fridtjuv Berg. Etymologicky psané „hv-“, „-fv-“ a „-f“ bylo nahrazeno foneticky psaným „v“ (hvad, hufvud, af → vad, huvud, av). Zakončení „-dt“ ve tvarech středního rodu přídavných jmen a supina slabých sloves bylo zjednodušeno na „-t(t)“ (älskadt → älskat, godt → gott). Psaní počátečního „dj-“, „gj-“, „hj-“ a „lj-“, vyslovovaného [j], se však zachovalo do současnosti (djur, gjort, hjälpa, ljus). Starý způsob psaní se zachoval v mnoha příjmeních a místních názvech, tato jména se však čtou vesměs dnešním způsobem.
Právě během 20. století se běžný, standardizovaný jazyk stal dostupným pro všechny Švédy. Pravopis se konečně ustálil v době pravopisné reformy v roce 1906 a stal se téměř úplně jednotným pouze s několika málo výjimkami. S výjimkou plurálových tvarů sloves a lehce odlišné větné syntaxe, obzvláště v psané podobě, byl již tehdy jazyk stejný jako švédština mluvená dnes. Tvary sloves pro množné číslo se postupně přestávaly používat, udržely se hlavně ve formálním a psaném stylu do 50. let, kdy byly vypuštěny ze všech oficiálních doporučení.

## Změna v oslovování
Významná změna ve švédštině nastala v 60. letech v podobě tzv. „du-reformy“. Do té doby správný způsob oslovování lidí stejné nebo vyšší sociální skupiny byl pomocí titulu a příjmení. Použití oslovení „herr“ (pane), „fru“ (paní) nebo „fröken“ (slečno) bylo vhodné jen pro zahájení rozhovoru s cizími lidmi, u nichž člověk neznal povolání, akademický titul ani vojenskou hodnost. Skutečnost, že oslovovaný měl být oslovován ve třetí osobě vedlo k pozdějšímu komplikování komunikace mezi členy společnosti. Počátkem 20. století byl učiněn neúspěšný pokus nahradit neúprosné trvání na titulech vykáním – tedy používáním zájmena „ni“ (vy), které se nakonec částečně ujalo jako méně arogantní místo „du“ (ty), jež sloužilo k oslovení lidí nižší společenské vrstvy. S liberalizací a radikalizací švédské společnosti v 50. a 60. letech ztrácely rozdíly mezi společenskými třídami postupně na významu a oslovení „du“ (tykání) se postupně stalo standardem, a to dokonce i ve formálním a oficiálním kontextu. Vykání (oslovení „ni“) není v současnosti mezi Švédy běžné, používá se jen při zvláštních příležitostech, obchodníci např. někdy vykají svým zákazníkům.